# زیدرفلد
زیدرفلد (به هلندی: Zijderveld) یک منطقهٔ مسکونی در هلند است که در فیانن واقع شده‌است. زیدرفلد ۷۹۶ نفر جمعیت دارد.